# Föreningen Gotlandståget
Die Föreningen Gotlandståget ist ein schwedischer Eisenbahnverein.

## Aktivitäten
Nach Einstellung aller Eisenbahnaktivitäten auf der schwedischen Insel Gotland 1960 wurde 1963 die Dampflokomotive SJ N5p 3073, die ehemalige Nr. 3 DALHEM der Slite–Roma Järnvägsaktiebolag (SlRJ), die die Bahnstrecke Slite–Roma erbaut hatte, zusammen mit sechs Wagen beim ehemaligen Bahnhof Romakloster als Technisches Denkmal aufgestellt. Da der Zustand der Fahrzeuge immer schlechter wurde, wurde überlegt, diese in ein Eisenbahnmuseum auf dem Festland abzugeben.
Dies war der Anlass für einige Eisenbahnfreunde, zur Erinnerung an die Geschichte der Eisenbahn auf der schwedischen Insel Gotland einen Verein zu gründen. Der Verein wurde am 4. Februar 1972 in Visby gegründet. Ziele waren die Errichtung eines Eisenbahnmuseums und der Wiederaufbau einer Museumsbahn unter dem Namen Gotlands Hesselby Jernväg auf einem kleinen Abschnitt der ehemaligen Bahnstrecke Slite–Roma. Neben der Dampflok wurde die Renovierung des Drehgestellpersonenwagens GJ Co 8 begonnen und die Diesellok SJ Z4p Nr. 312 von SJ in Västervik gekauft.
Die komplett neu gebaute 1,3 Kilometer lange Strecke führt vom Bahnhof Hesselby in Dalhem über den Haltepunkt Eken zum damaligen Endhaltepunkt Munkebos. Der Ausbau der Strecke auf eine Länge von sechs Kilometer bis Roma wurde inzwischen abgeschlossen.
Der erste Zug auf der neuen Strecke zwischen Hesselby und Eken fuhr 1978 zum hundertjährigen Jubiläum der Eisenbahnen auf Gotland. 2007 wurde der Abschnitt Eken–Munkebo eröffnet.
In Hesselby wurden der Bahnhof und der Güterschuppen sowie eine Werkstatt renoviert, es gibt zwei Wagenhallen sowie eine Drehscheibe. Im Lagerhaus der Gotländska Lantmännens Centralförening aus dem Jahre 1939 befindet sich ein Eisenbahnmuseum, in dem die Geschichte der Eisenbahnen auf Gotland dargestellt wird. In Tule ist das Bahnhofsgebäude, ein Stallgebäude und eine Waschküche neu hergerichtet worden.
2009 wurden die Gleisanlagen des Bahnhofes Tule wieder errichtet, 2010 folgte je ein Streckenstück bis Kambshagetorp (Richtung Roma) und Stall Dalhem (Richtung Munkebos). Die Gleise sind bisher nicht mit der bestehenden Museumsstrecke verbunden. Dieser Ausbau erfolgte im Rahmen des von der Europäischen Union geförderten Projektes Leader Gotland.
Am 17. April 2012 wurde mit einem Tieflader die Lokomotive SJ Z4p 397 nach Thule gebracht, dazu weitere Güterwagen. Die erste Lok seit 1958 auf diesem Abschnitt konnte ab diesem Zeitpunkt den Schotter von der Kiesgrube mit dem Güterzug zum weiteren Streckenausbau der in Insellage liegenden Baustelle befördern. Am 5. Mai 2013 wurden die beiden Streckenabschnitte miteinander verbunden, seitdem fuhren die Museumszüge durchgehend auf 3,5 Kilometer Strecke zwischen Hesselby und Thule.
Die Strecke bis Roma sollte im Mai 2015 fertiggestellt und zwischen dem 14. und 17. Mai in Betrieb genommen werden. Im Sommerfahrplan, gültig ab 24. Juni 2015, wurde der Streckenabschnitt bis zum neuen Bahnhof Roma planmäßig befahren.